# Hotei
Čínský Budai nebo Putaj (čínsky 布袋, Bùdài, korejsky 포대, Podae), japonský Hotei nebo Hotai (japonsky 布袋), běžně tzv. „Smějící se Buddha“, „Tlustý Buddha“ či „Šťastný Buddha“ (Mi-le-fo), jsou různá jména pro postavu čínského buddhistického mnicha a boha štěstí, který je v čínském čchanovém buddhismu pod jménem Mi-le-fo považován za Buddhu Maitréju (příštího buddhu).

## Původ
Jeho původ je možné vystopovat v excentrickému čínském zenovému mnichovi Čchi Cch'  (čínsky, Keiši japonské čtení), který žil za vlády čínské dynastie Liang. Ten je přezdíván jako Putaj (či Budai) podle neustále nošeného plátěného pytle, či v Budaišim, který žil v 10. století našeho letopočtu (zemřel roku 916), teprve později začal být považován za vtělení bódhisattvy Maitréji, tedy světce, který je předurčen stát se příštím buddhou.

## Rozšíření
Hotei se stal přirozenou součástí mahájánového buddhismu, taoismu a šintoismu hlavně díky jeho nezaměnitelnému veselému vzhledu a popularitě, kterou nabyl v lidové tradici jako bůh štěstí a hojnosti. V současné době zdobí podobizna Hoteie mnoho chrámů, restaurací a amuletů, má obvykle podobu tlustého buddhistického mnicha. V Japonsku je Hotei považován za jednoho ze Sedmi bohů štěstí. V japonské mytologii je Hotei často popisován jako usměvavý stařík, který putuje světem, sleduje rušný život, hraje si s dětmi a vždy má pro ně v pytli nějakou sladkost.

## Galerie

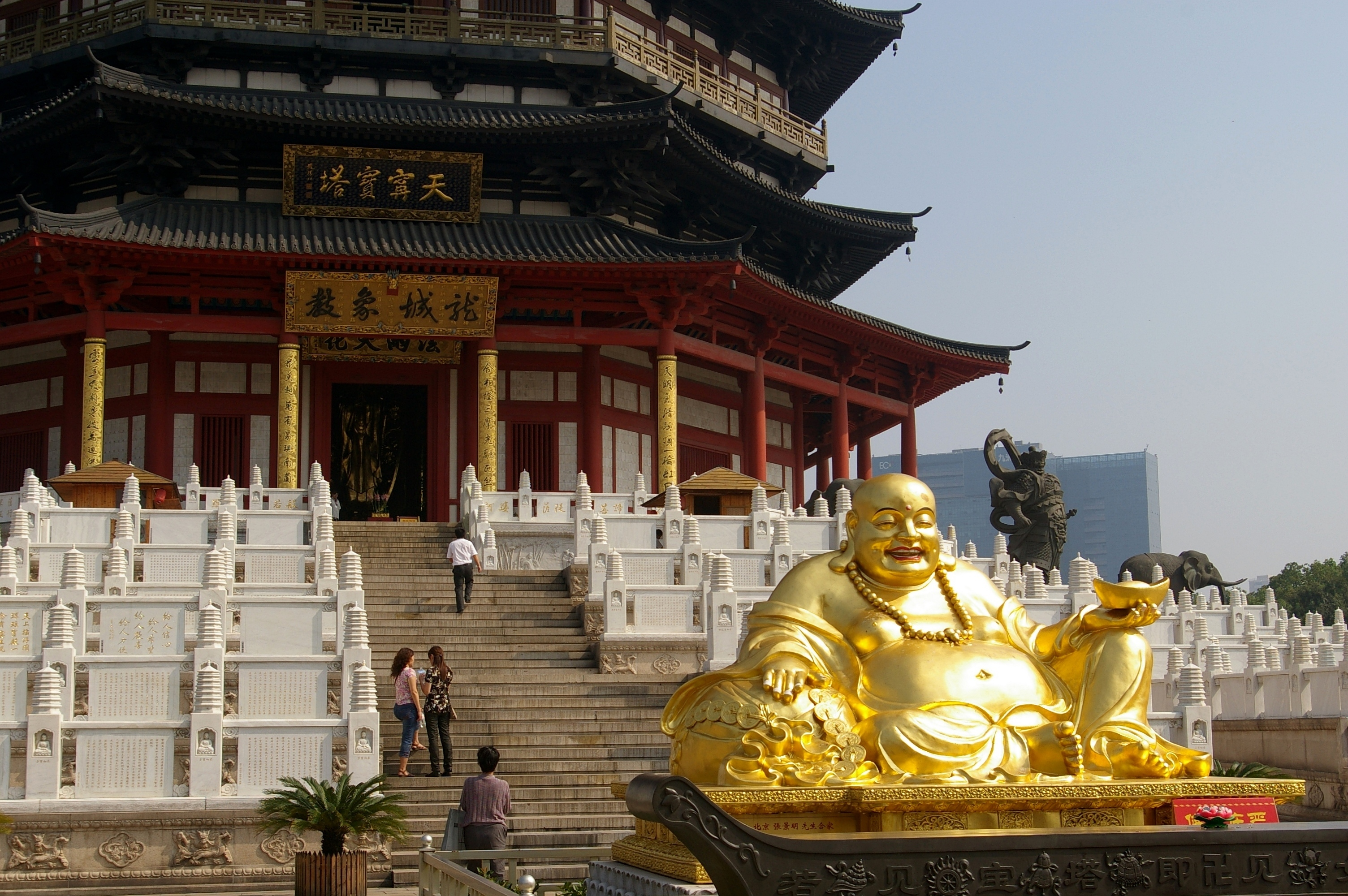
Socha Budaie před pagodou v čínském Čchang-čou
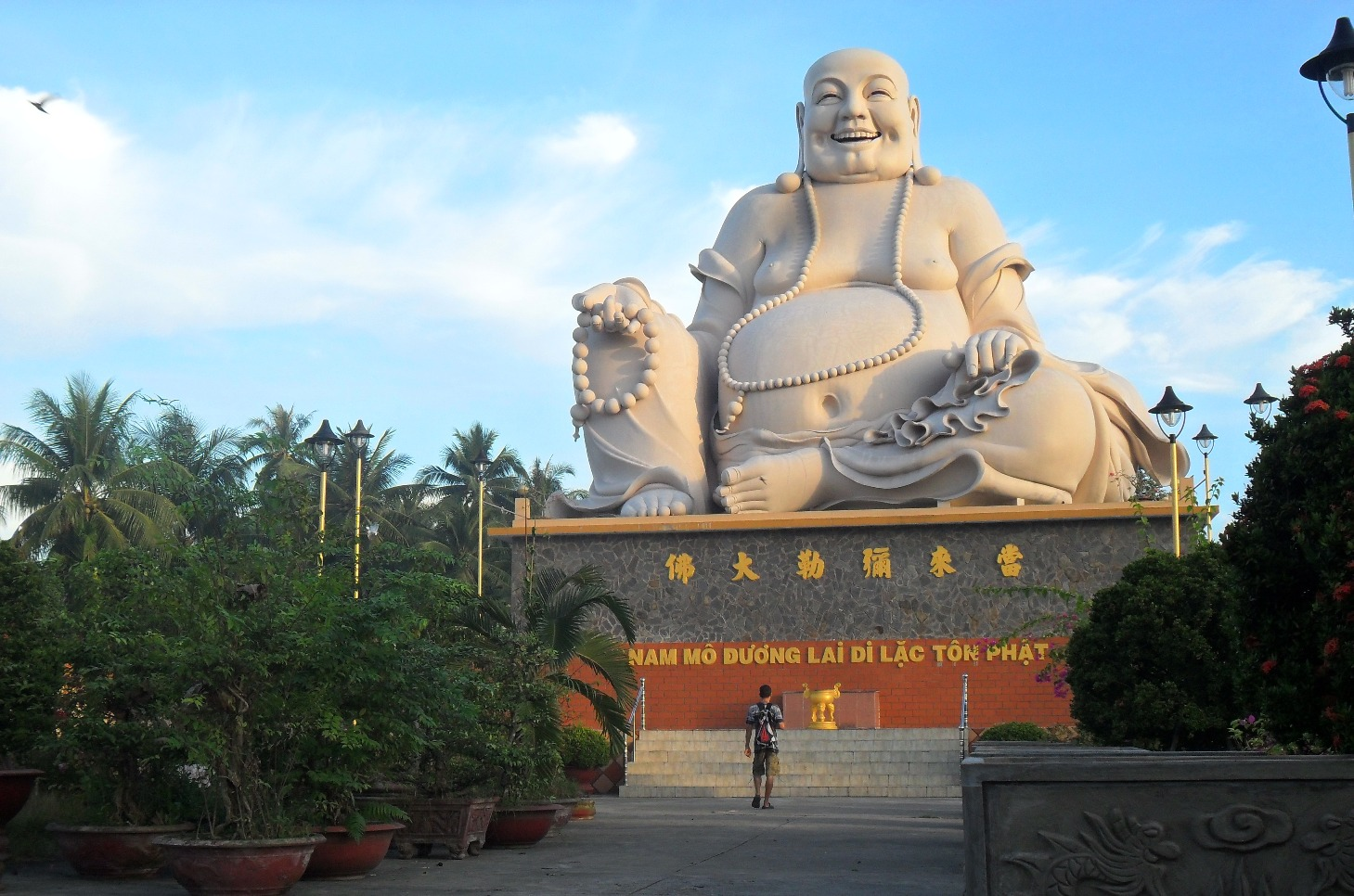
Socha Budaie poblíž buddhistického chrámu ve Vietnamu
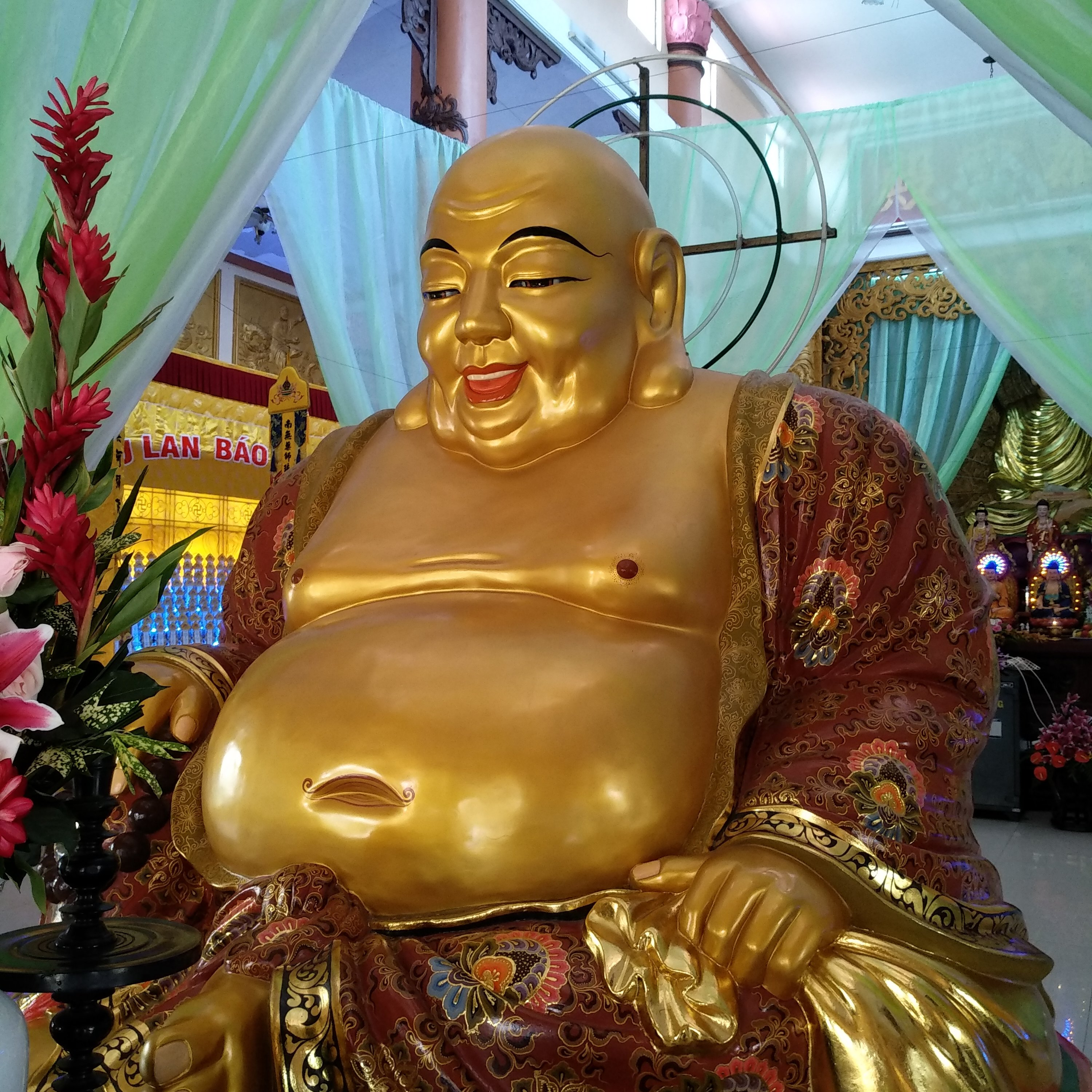
Typická socha Budaie ve Vietnamu
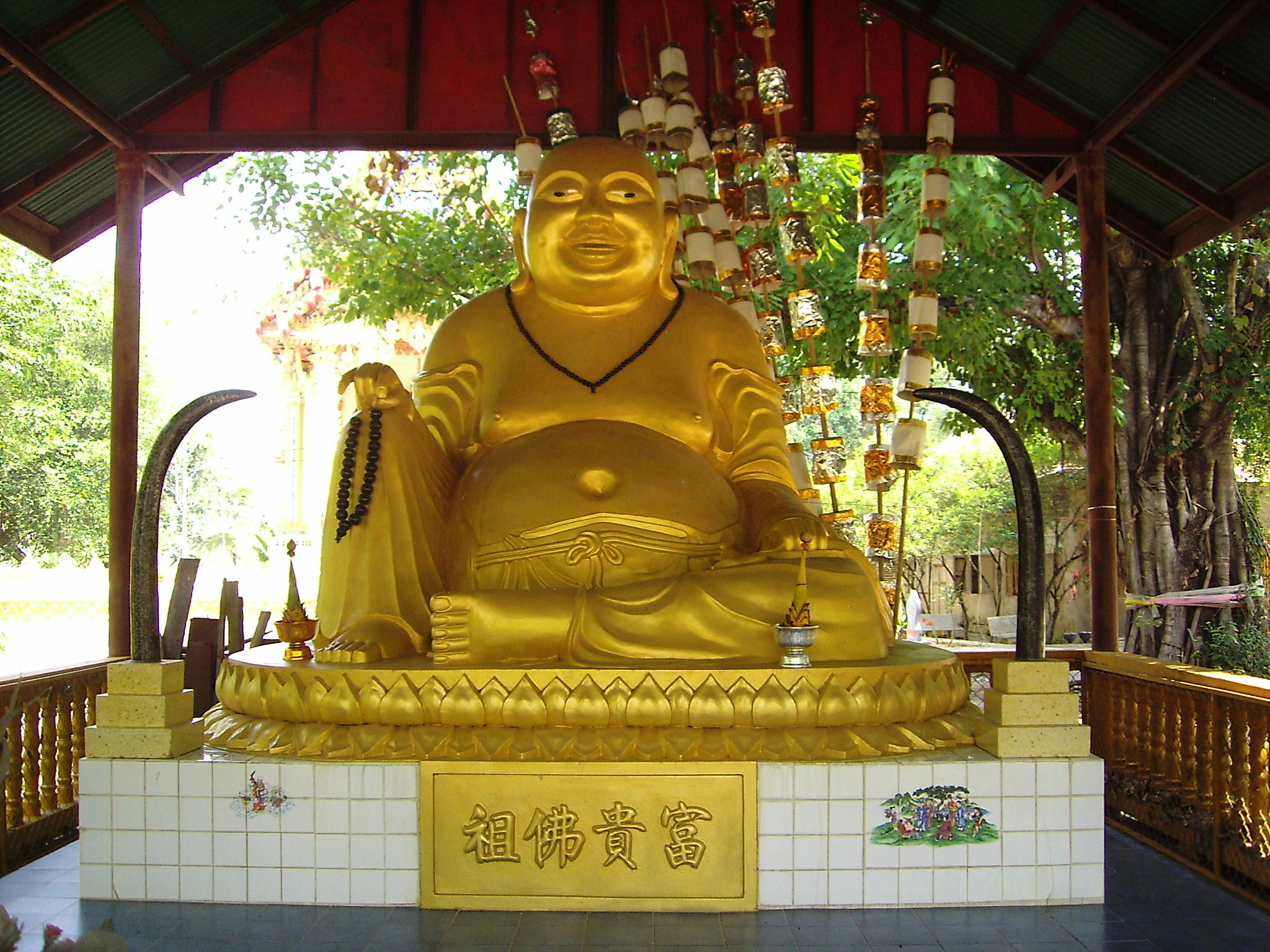
Socha Budaie v buddhistickém chrámu na Tchaj-waně
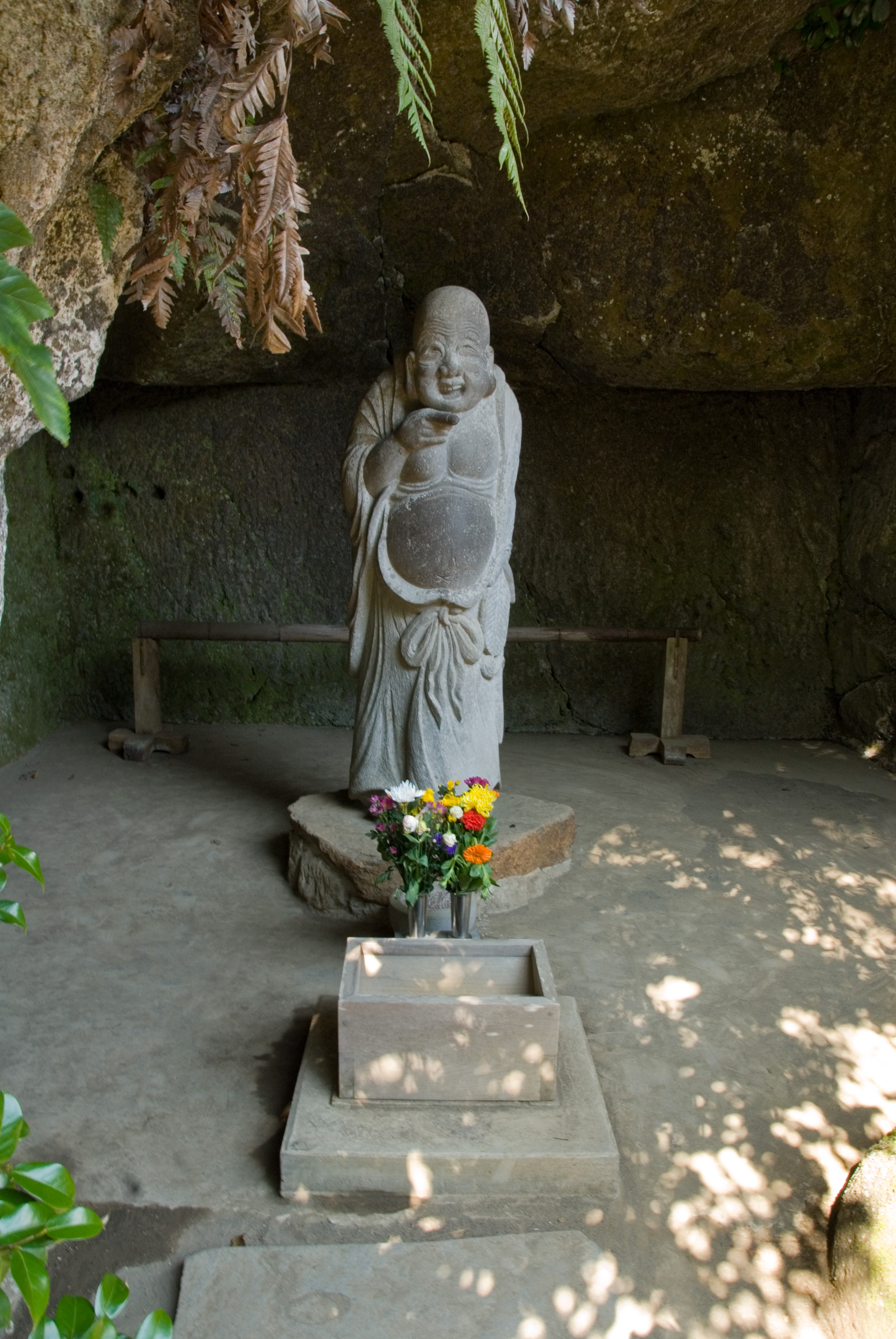
Socha Hoteie v japonském zenbuddhistickém chrámu Jōchi-ji
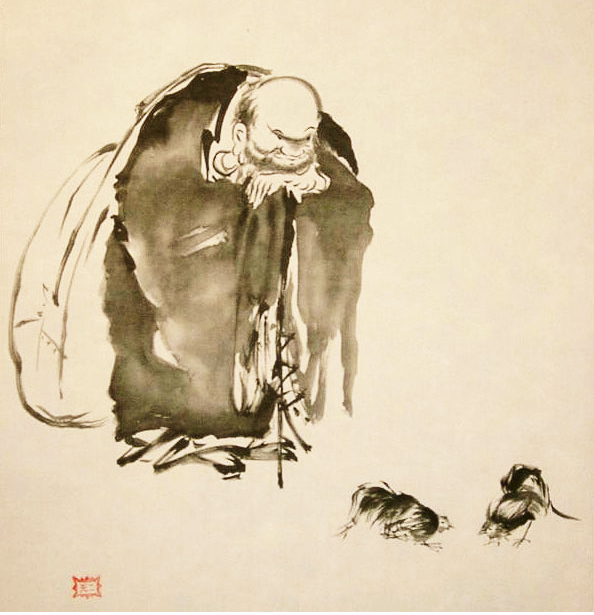
Hotei a bojující kohouti, malba slavného šermíře Mijamoto Musašiho
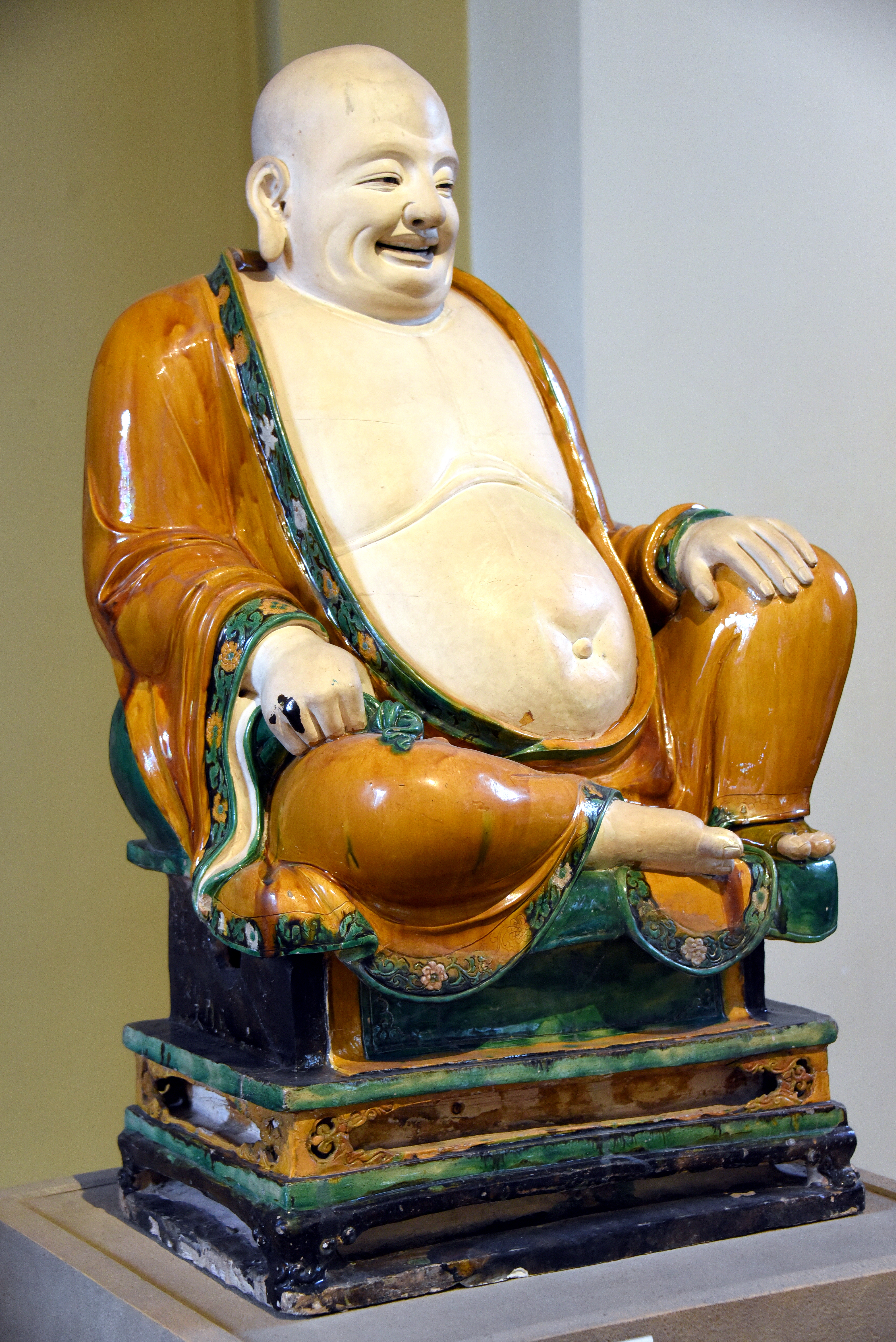
Socha Budaie z období dynastie Ming, 15. století
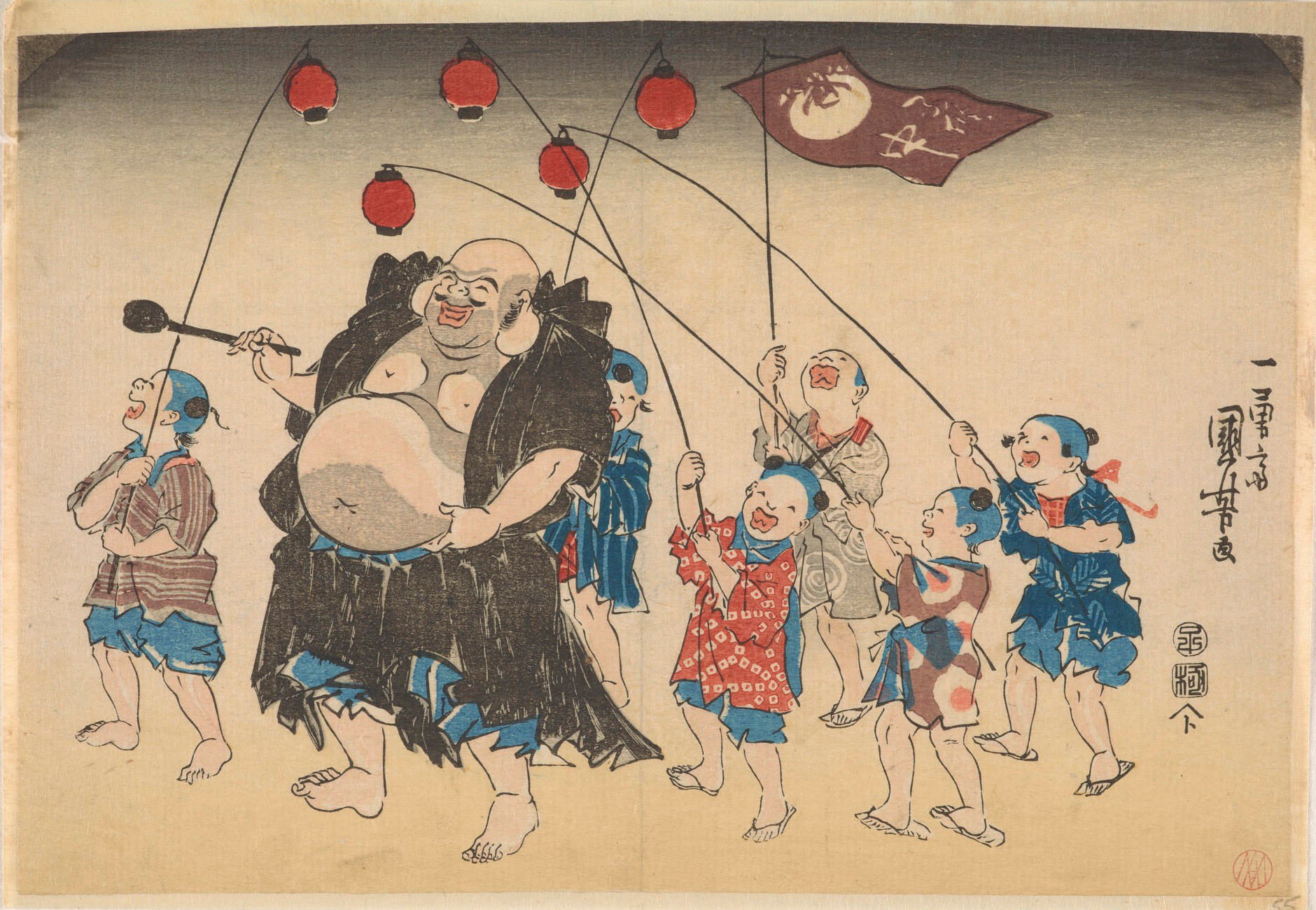
Hotei s dětmi a lampiony, Japonsko 19. století
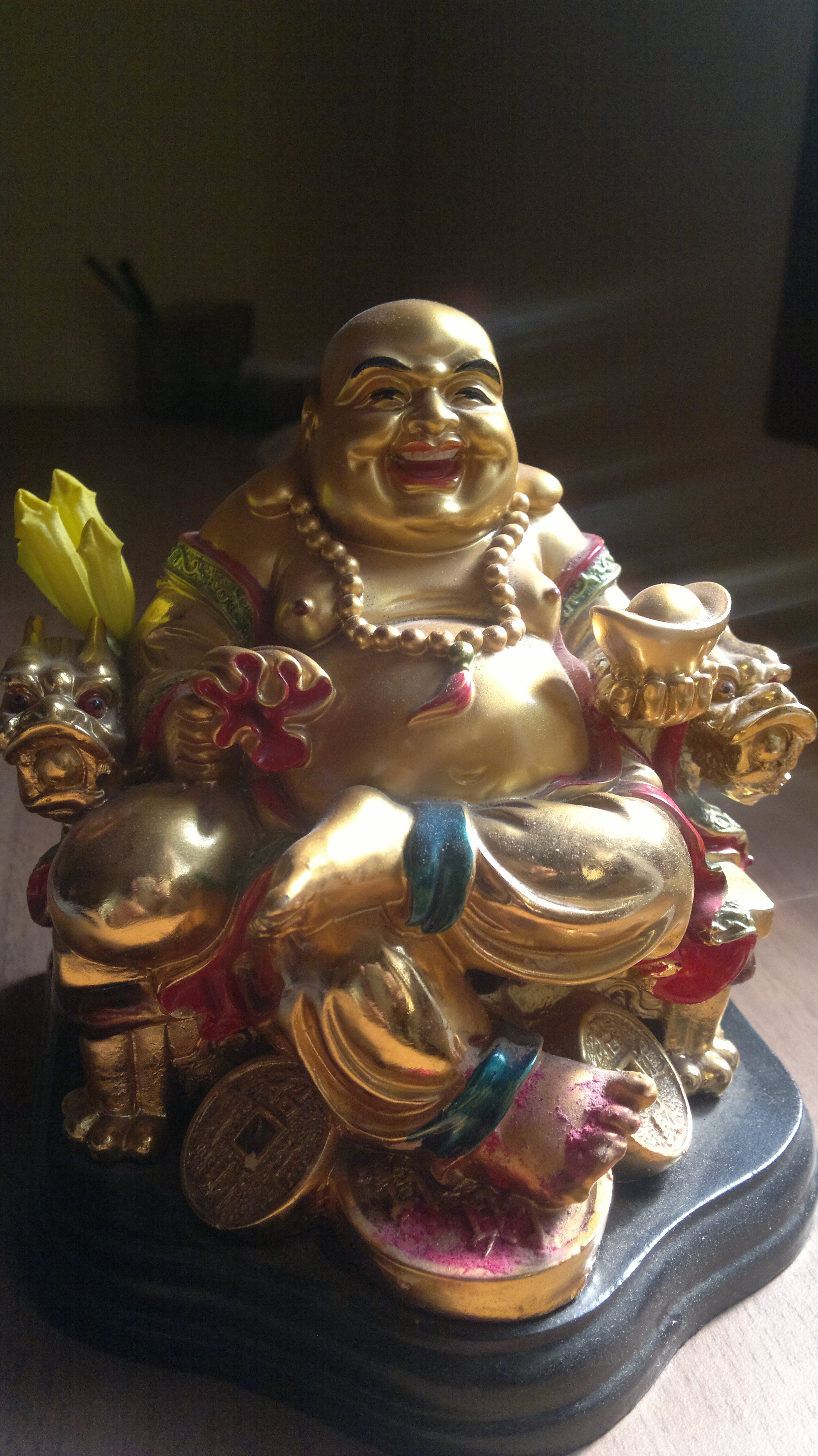
Indická soška Budaie v čínském stylu
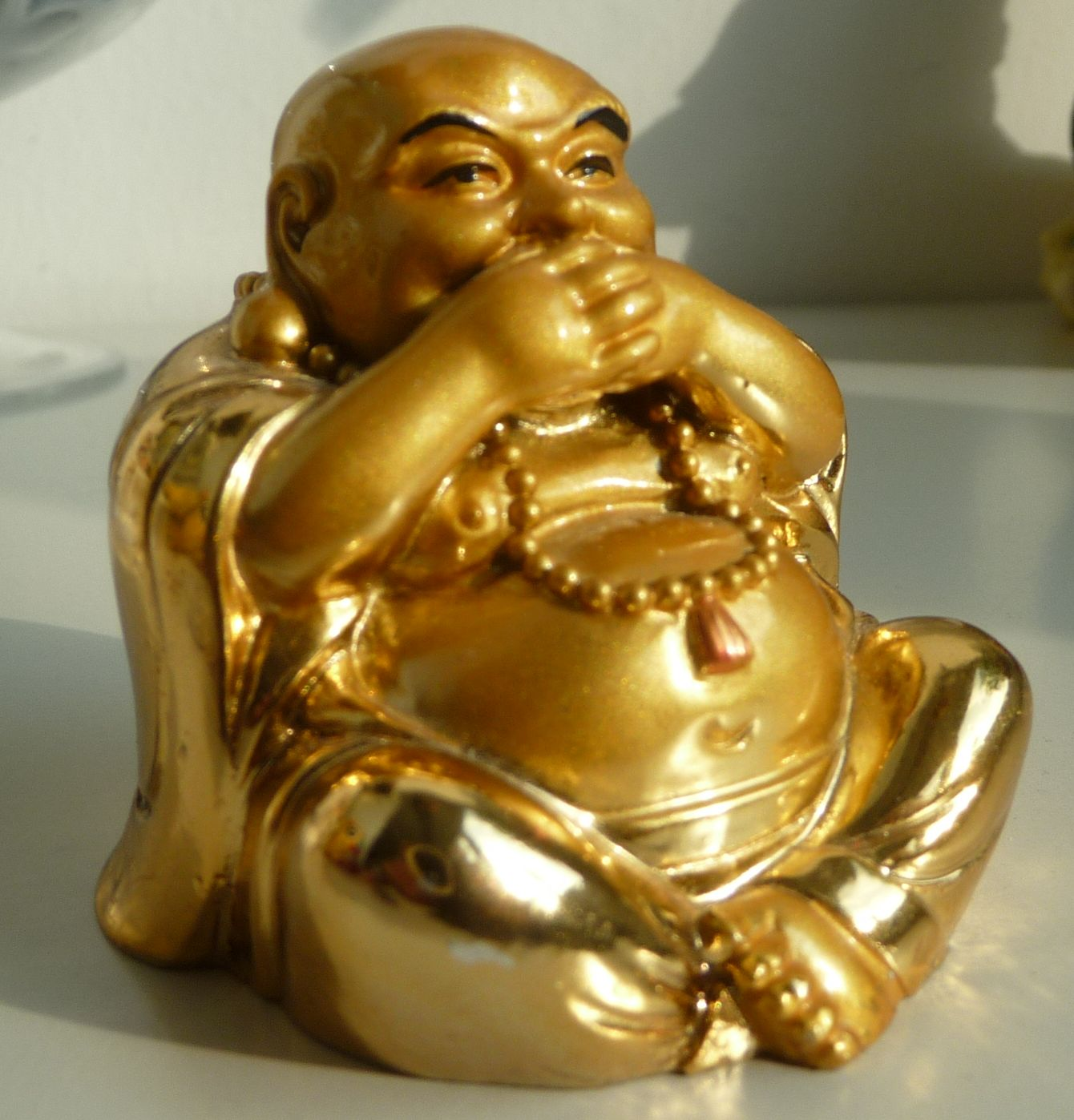
Malý Budai se zakrytými ústy v podobě dekorace či suvenýru

Šest variant figurek smějícího se Buddhy:
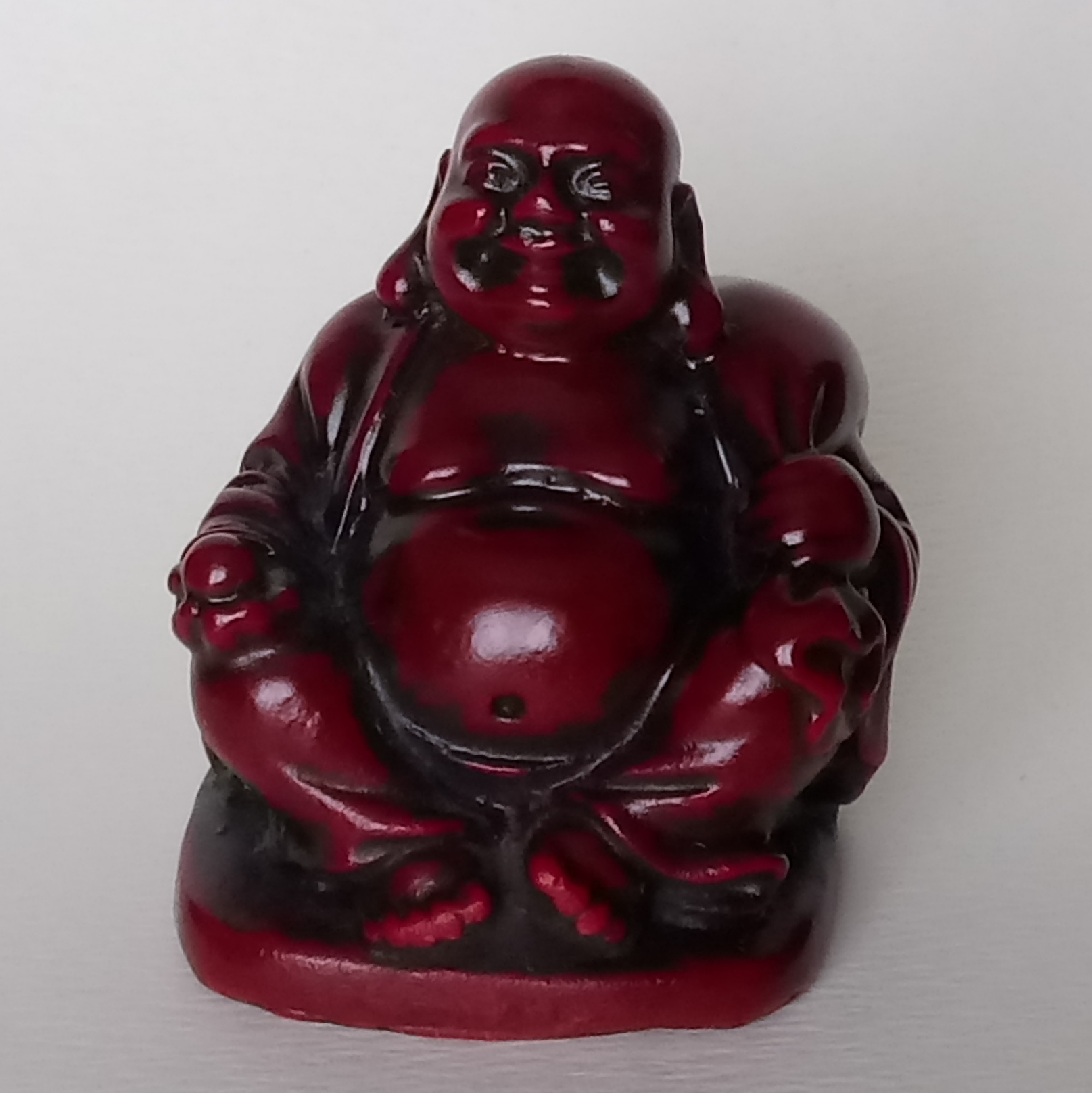
štěstí
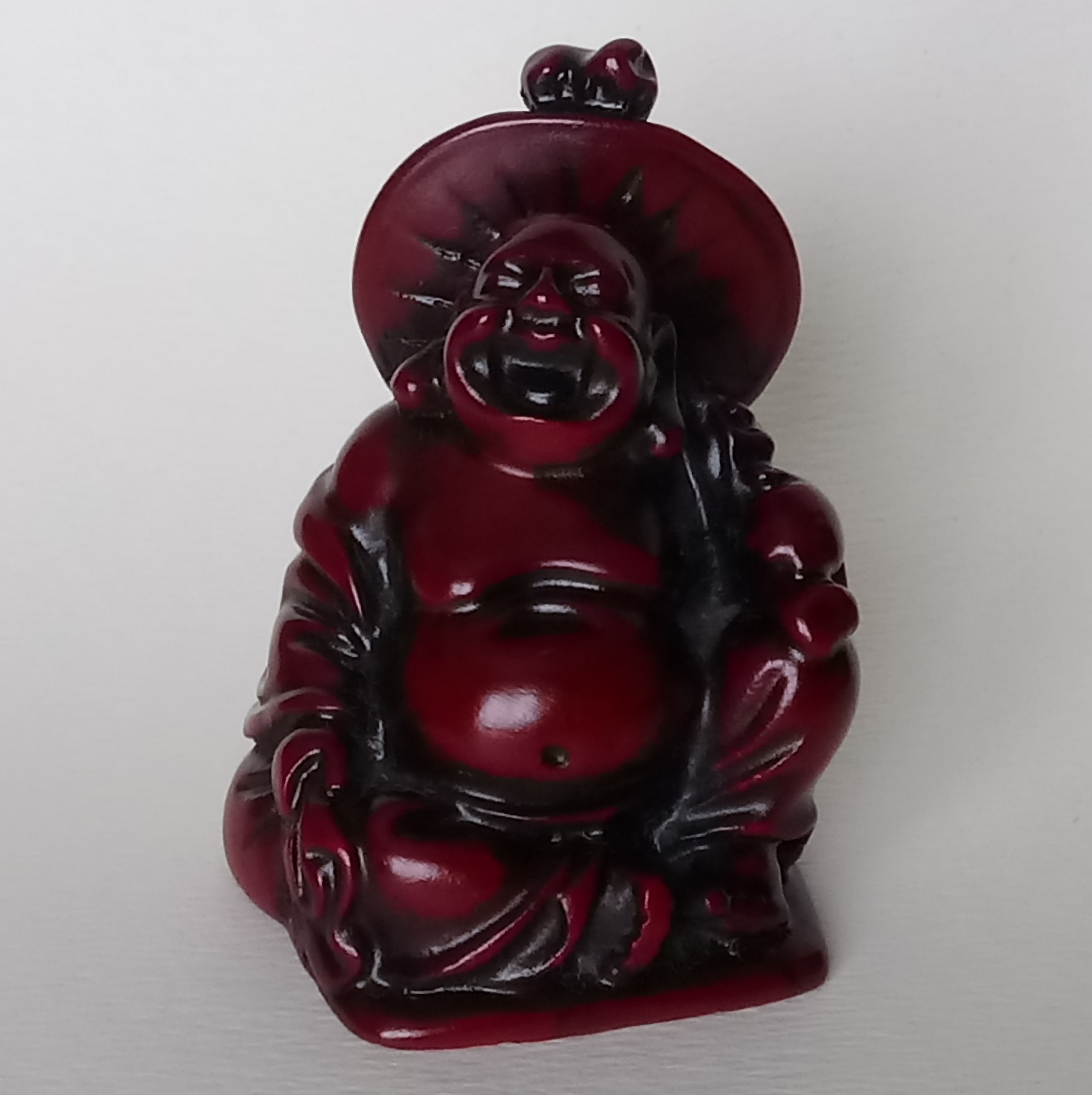
zdraví
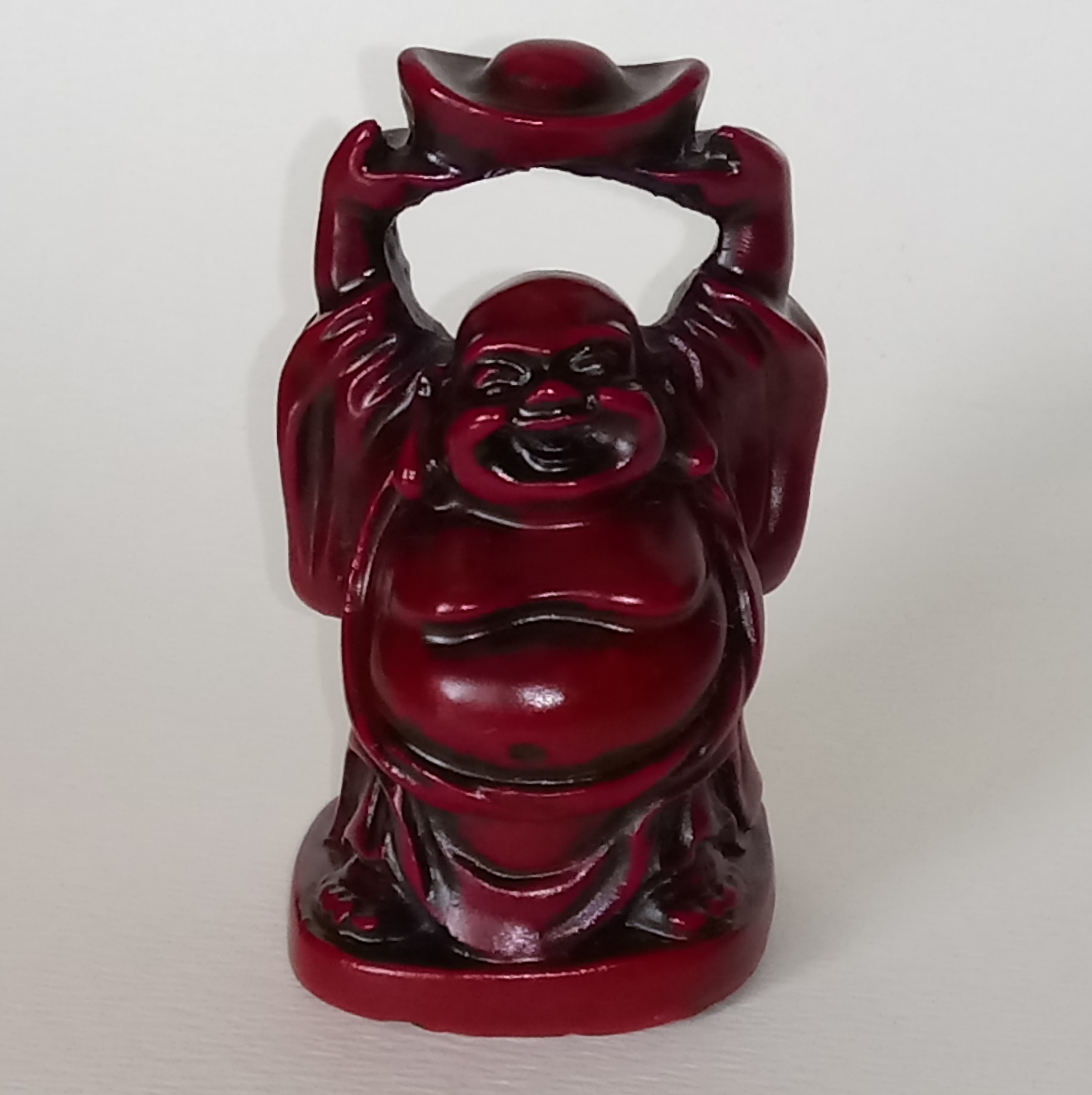
štěstí s penězi
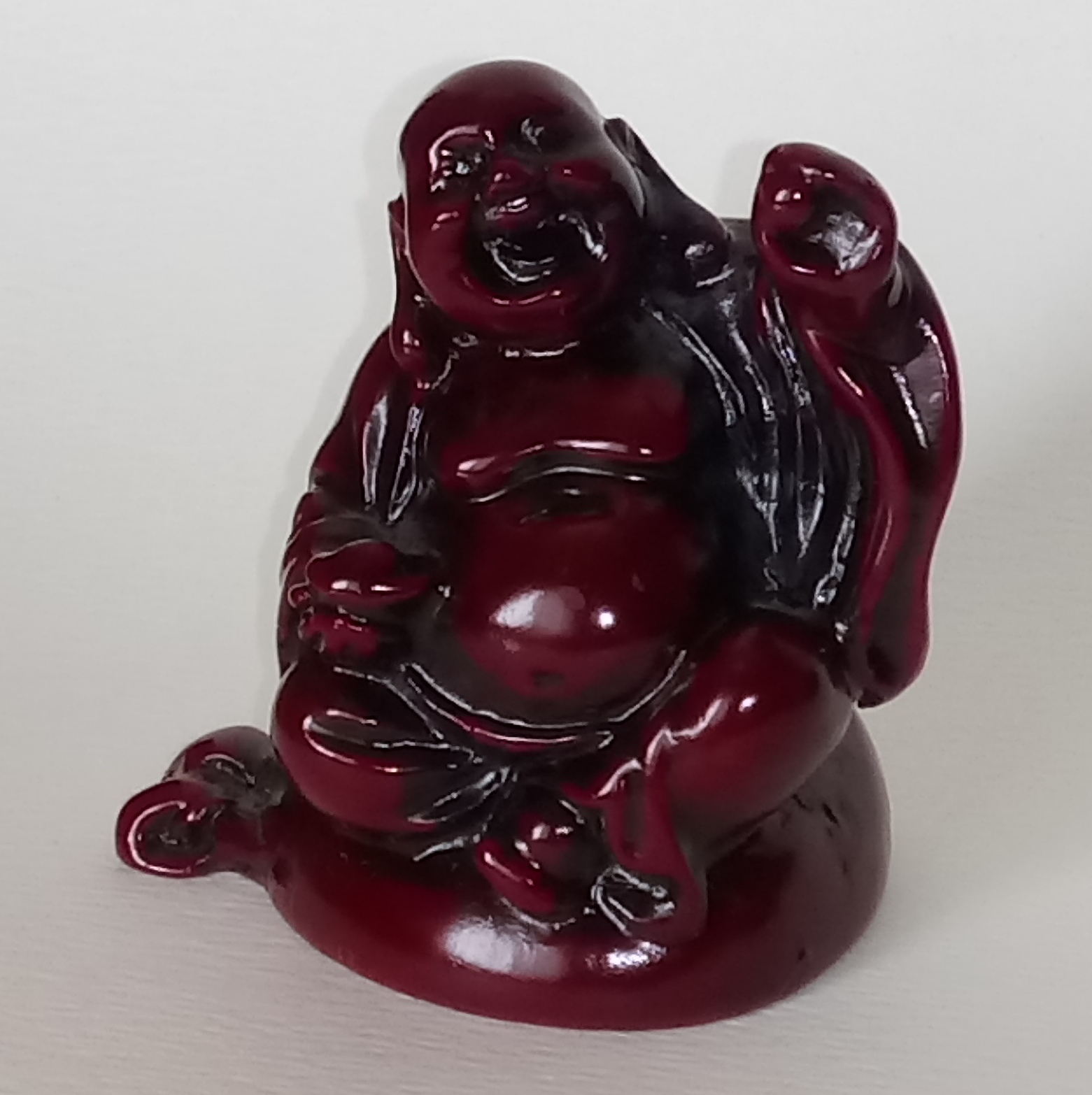
štěstí
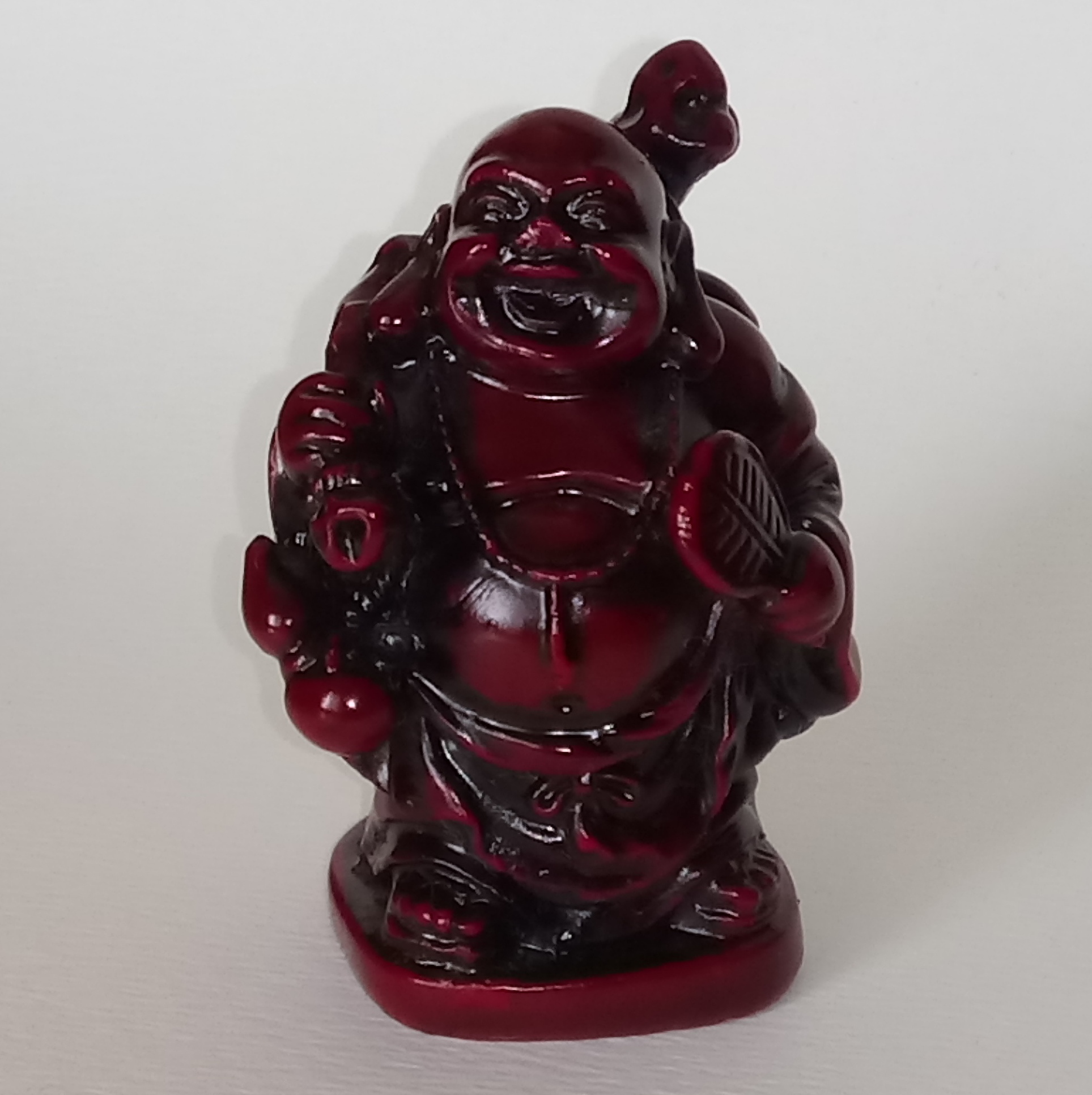
přání (naděje)
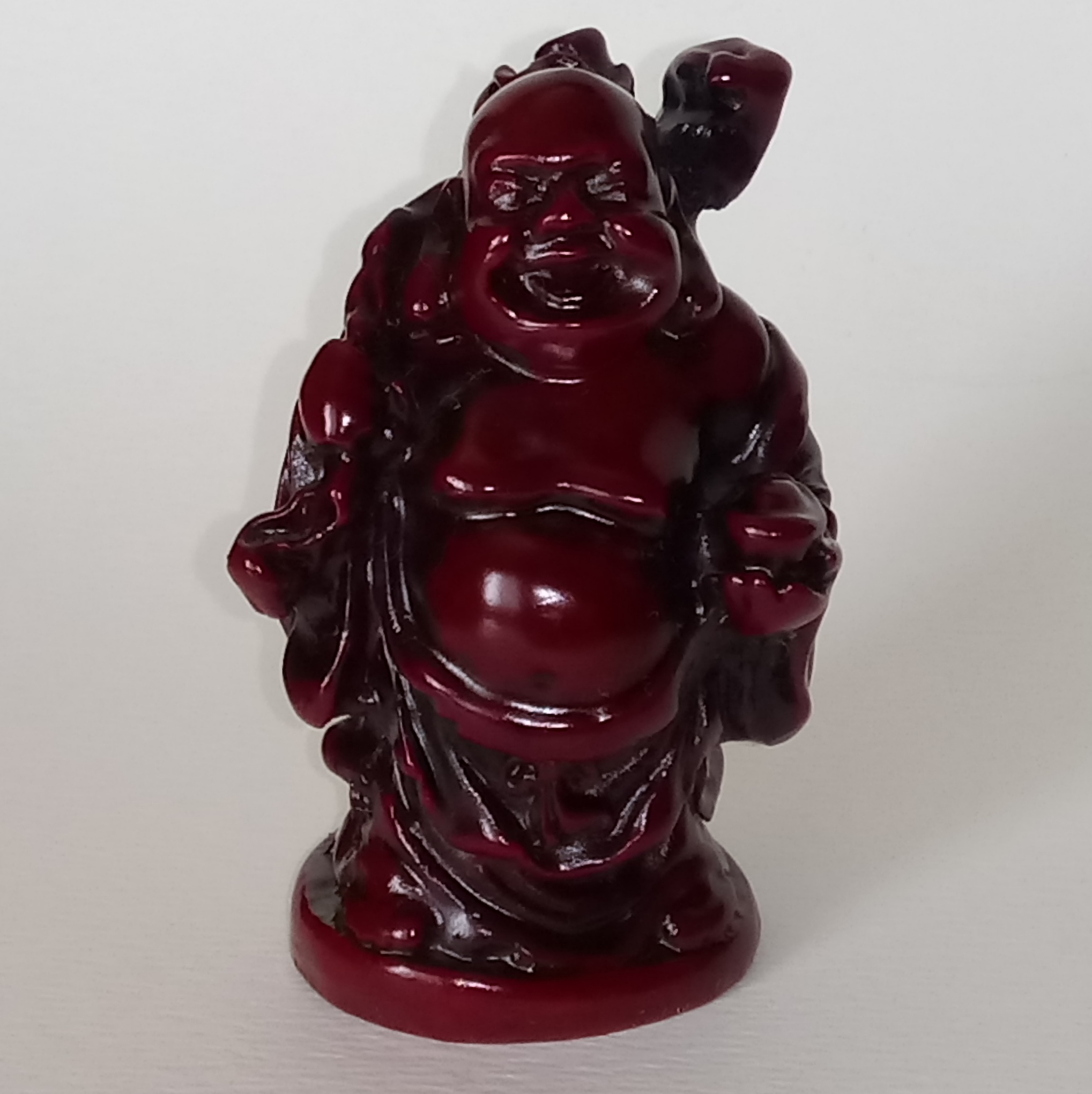
ochrana (během cest)